# Isole Lupči
Le isole Lupči (in russo острова Лупчи,  ostrova Lupči) sono un gruppo di quattro piccole isolette russe nel Mar Bianco. Amministrativamente fanno parte del Kandalakšskij rajon dell'oblast' di Murmansk, nel Circondario federale nordoccidentale.

## Geografia
Le isole Lupči sono situate nella baia Lupče (губа Лупче), nella parte più settentrionale del golfo di Kandalakša (Кандалакшский залив), proprio di fronte alla città di Kandalakša, dove sbocca il fiume Lupče-Savino (река Лупче-Савино).
Le isole del gruppo sono:
- Isola Elovyj (Еловый, in italiano "isola d'abete")
- Isola Bol'šoj (Большой, isola grande)
- Isola Malyj (Малый, isola piccola)
- Isola Srednij (Средний, isola di mezzo)

## Isole adiacenti
- Isola Olenij (Остров Олений), a sud.
- Isola Teljačij (Остров Телячий), a sud 67°06′56.92″N 32°18′51.21″E.